# Újezd u Rosic
Újezd u Rosic (in tedesco Aujest) è un comune della Repubblica Ceca facente parte del distretto di Brno-venkov, in Moravia Meridionale.